# École d'américanisation
L'école d'américanisation à Oceanside, en Californie (États-Unis) est un établissement scolaire conçu comme une école d'assimilation culturelle où les résidents hispanophones d'Oceanside recevraient des cours d'anglais et d'éducation civique. 
Historiquement, elle reflète une époque antérieure à la montée du multiculturalisme, où les immigrants qui arrivaient aux États-Unis étaient plus activement américanisés dans le cadre de programmes d'assimilation. Elle est fondée en 1931.
Le bâtiment, aujourd'hui connu sous le nom de Crown Heights Resource Center, est conçu par Irving Gill. Il est inscrit au Registre national des lieux historiques en 1994. L'école est l'une des dernières réalisations d'Irving Gill, pionnier de l'architecture moderne et l'un des architectes les plus célèbres de la région de San Diego.